# M30 (Mörser)
Der M30 ist ein schwerer Mörser der United States Army. Er befindet sich seit 1951 im Einsatz und wird mittlerweile von den M120- und M121-120-mm-Mörsern abgelöst.

## Technik
Der Mörser besteht aus vier einzelnen Komponenten:
- dem Lauf (107 mm) mit der Visiereinrichtung
- der Bodenplatte
- der Stütze
- und der Verbindungsbrücke mit dem Schild

Der gesamte Mörser wiegt 304 kg und kann der daher nur von Fahrzeugen über längere Strecken transportiert werden.
Zur Bedienung ist eine Mannschaft von mindestens 4 Mann notwendig.
Im Gegensatz zu den ansonsten bei Mörsern verwendeten flügelstabilisierten Geschossen verschießt der M30 drallstabilisierte Granaten, ähnlich einer Haubitze.

## Einsatz
Der erste Einsatz des M30 erfolgte 1951 während des Koreakriegs, wo er als Ersatz für die schweren M2-Mörser aus dem Zweiten Weltkrieg eingeführt wurde. Der Haupteinsatz erfolgte jedoch während des Vietnamkriegs, wo er vor allem als Nahunterstützungswaffe diente. Mitte der 1990er Jahre begann die Ausmusterung bei der Army, einige Exemplare befinden sich aber immer noch im Einsatz.
Der Four-Deuce genannte Mörser wurde auch als Hauptwaffe des M106-Mörserträgers auf M113-Transportpanzer montiert verwendet. Der Mörser befindet sich heute noch in der Kuwaitischen Armee im Einsatz.